# Michael Künzel
Michael Künzel (ur. 24 maja 1973 w Plauen) – niemiecki łyżwiarz szybki.

## Kariera
Największy sukces w karierze Michael Künzel osiągnął 4 grudnia 1999 roku w Warszawie, kiedy wygrał bieg na 1000 m w ramach Pucharu Świata. Jeszcze dwukrotnie stawał na podium zawodów tego cyklu, raz na drugim i raz na trzecim stopniu. Najlepsze wyniki osiągnął w sezonie 1999/2000, kiedy był szósty w klasyfikacji końcowej 1000 m. Na mistrzostwach świata jego najlepszym wynikiem było siódme miejsce wywalczone na sprinterskich mistrzostwach świata w Seulu w 2000 roku. W poszczególnych biegach zajmował tam piąte miejsce w pierwszym biegu na 500 m, jedenaste w pierwszym biegu na 1000 m, piętnaste w drugim na 500 m oraz szesnaste w drugim biegu na 1000 m. Siómą pozycję zajął także w biegu na 500 m podczas rozgrywanych w tym samym roku dystansowych mistrzostw świata w Nagano. W 1998 roku wystąpił na igrzyskach olimpijskich w Nagano, zajmując jedenaste miejsce w biegu na 500 m. Na rozgrywanych cztery lata później igrzyskach w Salt Lake City zajął 19. miejsce na 500 m i 24. miejsce na dwukrotnie dłuższym dystansie. W 2003 roku zakończył karierę.